# Caroline Stoll
Caroline Stoll (Livingston, 4 november 1960) is een tennisspeelster uit de Verenigde Staten van Amerika. In 1977 speelde zij op het US Open haar eerste grandslamtoernooi. Zij was actief in het internationale tennis van 1977 tot in 1981. Op de WTA-tour won zij vijf titels in het enkelspel – in het dubbelspel kwam zij nooit verder dan de halve finale. Haar hoogste notering op de WTA-ranglijst is de 15e plaats, die zij bereikte in 1979.

## Palmares

### WTA-finaleplaatsen enkelspel
| nr.              | finale     | toernooi            | ondergrond    | tegenstandster    | score    | ref           |
| ---------------- | ---------- | ------------------- | ------------- | ----------------- | -------- | ------------- |
| gewonnen finales |            |                     |               |                   |          |               |
| 1.               | 1978-02-05 | WTA Ogden           | hardcourt (i) | Carrie Meyer      | 6-3, 6-4 | [ 2 ]         |
| 2.               | 1978-03-05 | WTA Fort Lauderdale |               | Lesley Hunt       | 6-3, 6-2 | [ 3 ]         |
| 3.               | 1978-09-24 | WTA Montréal        | hardcourt (i) | Françoise Dürr    | 6-3, 6-2 | [ 4 ]         |
| 4.               | 1978-11-05 | WTA Buenos Aires    | gravel        | Emilse Raponi     | 6-3, 6-2 | [ 5 ] [ 6 ]   |
| 5.               | 1979-05-28 | WTA Berlijn         | gravel        | Regina Maršíková  | 7-6, 6-0 | [ 7 ] [ 8 ]   |
| verloren finales |            |                     |               |                   |          |               |
| 1.               | 1977-04-17 | WTA Long Island     | tapijt (i)    | Billie Jean King  | 1-6, 1-6 | [ 9 ]         |
| 2.               | 1979-05-20 | WTA Wenen           | gravel        | Chris Evert-Lloyd | 1-6, 1-6 | [ 10 ] [ 11 ] |

## Resultaten grandslamtoernooien
| Legenda | Legenda                          |
| ------- | -------------------------------- |
| g.t.    | geen toernooi gehouden           |
| l.c.    | lagere categorie                 |
| –       | niet deelgenomen                 |
| G       | uitgeschakeld in de groepsfase   |
| 1R      | uitgeschakeld in de eerste ronde |
| 2R      | uitgeschakeld in de tweede ronde |
| 3R      | uitgeschakeld in de derde ronde  |
| 4R      | uitgeschakeld in de vierde ronde |
| KF      | uitgeschakeld in de kwartfinale  |
| HF      | uitgeschakeld in de halve finale |
| F       | de finale verloren               |
| W       | het toernooi gewonnen            |
| w-v     | winst/verlies-balans             |

### Enkelspel
| toernooi        | 1977 | 1977 | 1978 | 1979 | 1980 |
| --------------- | ---- | ---- | ---- | ---- | ---- |
| Australian Open | –    | –    | –    | –    | –    |
| Roland Garros   | –    | –    | 1R   | 1R   | 2R   |
| Wimbledon       | –    | –    | 2R   | –    | –    |
| US Open         | 1R   | 1R   | 3R   | 3R   | 1R   |

### Vrouwendubbelspel
| toernooi        | 1978 |    | 1980 |
| --------------- | ---- | -- | ---- |
| Australian Open | –    | –  |      |
| Roland Garros   | 1R   | 1R |      |
| Wimbledon       | 2R   | –  |      |
| US Open         | 1R   | 2R |      |